# العلاقات الفيجية الميانمارية
العلاقات الفيجية الميانمارية هي العلاقات الثنائية التي تجمع بين فيجي وميانمار.

## مقارنة بين البلدين
هذه مقارنة عامة ومرجعية للدولتين:
| وجه المقارنة                                              | فيجي                                                                 | ميانمار          |
| --------------------------------------------------------- | -------------------------------------------------------------------- | ---------------- |
| المساحة (كم2)                                             | 18.27 ألف                                                            | 676.58 ألف       |
| عدد السكان (نسمة)                                         | 915.30 ألف                                                           | 53.37 مليون      |
| الكثافة السكانية (ن./كم²)                                 | 50.1                                                                 | 78.88            |
| العاصمة                                                   | سوفا                                                                 | نايبيداو، يانغون |
| اللغة الرسمية                                             | لغة إنجليزية، اللغة الفيجية، اللغة الفيجي الهندية، اللغة الهندستانية | اللغة البورمية   |
| العملة                                                    | دولار فيجي                                                           | كيات ميانماري    |
| الناتج المحلي الإجمالي (بليون دولار)                      | 5.06 مليار                                                           | 69.32 مليار      |
| الناتج المحلي الإجمالي (تعادل القوة الشرائية) بليون دولار | 8.32 مليار                                                           | 282.95 مليار     |
| الناتج المحلي الإجمالي الاسمي للفرد دولار أمريكي          | 4.96 ألف                                                             | 1.16 ألف         |
| الناتج المحلي الإجمالي للفرد دولار أمريكي                 | 8.79 ألف                                                             |                  |
| مؤشر التنمية البشرية                                      | 0.727                                                                | 0.536            |
| رمز المكالمات الدولي                                      | +679                                                                 | +95              |
| رمز الإنترنت                                              | .fj                                                                  | .mm              |
| المنطقة الزمنية                                           | ت ع م+12:00                                                          | ت ع م+06:30      |

## منظمات دولية مشتركة
يشترك البلدان في عضوية مجموعة من المنظمات الدولية، منها:
| علم المنظمة | اسم المنظمة                        | تاريخ انضمام فيجي | تاريخ انضمام ميانمار |
| ----------- | ---------------------------------- | ----------------- | -------------------- |
|             | مؤسسة التنمية الدولية              | 29 سبتمبر 1972    | 5 نوفمبر 1962        |
|             | المنظمة الهيدروغرافية الدولية      | ?                 | ?                    |
|             | مؤسسة التمويل الدولية              | 12 يوليو 1979     | 3 ديسمبر 1956        |
|             | منظمة حظر الأسلحة الكيميائية       | ?                 | ?                    |
|             | يونسكو                             | 14 يوليو 1983     | 27 يونيو 1949        |
|             | الأمم المتحدة                      | 13 أكتوبر 1970    | 19 أبريل 1948        |
|             | الاتحاد الدولي للاتصالات           | 5 مايو 1971       | 15 سبتمبر 1937       |
|             | منظمة الشرطة الجنائية الدولية      | ?                 | ?                    |
|             | البنك الدولي للإنشاء والتعمير      | 28 مايو 1971      | 3 يناير 1952         |
|             | الاتحاد البريدي العالمي            | ?                 | ?                    |
|             | وكالة ضمان الاستثمار متعدد الأطراف | 24 سبتمبر 1990    | 16 ديسمبر 2013       |
|             | بنك التنمية الآسيوي                | 1970              | 1973                 |
|             | منظمة التجارة العالمية             | ?                 | ?                    |

## وصلات خارجية
- موقع وزارة الخارجية الفيجية
- موقع وزارة الخارجية الميانمارية